# Carex mossii
Carex mossii är en halvgräsart som beskrevs av Ernest Nelmes. Carex mossii ingår i släktet starrar, och familjen halvgräs. Inga underarter finns listade i Catalogue of Life.